# SN 1984K
SN 1984K – supernowa odkryta 2 sierpnia 1984 roku w galaktyce NGC 6850. W momencie odkrycia miała maksymalną jasność 16,00m.